# Základní škola a Mateřská škola při zdravotnických zařízeních kraje Vysočina
Základní škola a Mateřská škola při zdravotnických zařízeních kraje Vysočina je příspěvková organizace kraje Vysočina vykonávající činnost základní školy, mateřské školy a školní družiny při zdravotnických zařízeních kraje Vysočina.

## Poslání
V Základní škole a Mateřské škole při zdravotnických zařízeních kraje Vysočina se mohou vzdělávat žáci se zdravotním oslabením nebo žáci dlouhodobě nemocní umístění v daném zdravotnickém zařízení, pokud to jejich zdravotní stav umožňuje; podle svých možností tato škola může poskytovat individuální konzultace ve všeobecně vzdělávacích předmětech i žákům středních škol umístěným v daném zdravotnickém zařízení. Škola má za cíl odstraňovat obavy dětí z následků zameškání.

## Organizace
Základní škola a Mateřská škola při zdravotnických zařízeních kraje Vysočina poskytuje vzdělání těm žákům, u nichž to doporučil ošetřující lékař a rodiče s tímto vzděláváním souhlasili.
Ředitelka školy též s ošetřujícím lékařem domlouvá rozsah a organizaci výuky samé.
Vzhledem k tomu, že přednost má léčebný režim, vyučování je z povahy věci individuální povahy a omezeného rozsahu. Vyučuje se zejména českému jazyku a matematice.

## Historie
Třebíčské pracoviště školy navazuje na tradici základní školy při Okresním ústavu národního zdraví v Třebíči.
Byla založena v letech 1959/1960 ředitelkou N. Nováčkovou.
Škola byla nejprve umístěna na dětském oddělení nemocnice s tím, že výuka probíhala i na ostatních odděleních nemocnice.
Podle údajů z počátku 80. let 20. století využilo každoročně služeb této školy na 300 žáků základní a 350 žáků mateřské školy.

### Základní škola
Škola nabyla celokrajskou působnost 1. ledna 2006, kdy pod ni byla soustředěna takřka veškerá činnost krajských škol při zdravotnických zařízeních (vyjma činnost vykonávanou Základní školou při dětské psychiatrické léčebně Velká Bíteš); proto má pracoviště v několika městech kraje. Ve školním roce 2005/2006 organizace vykonávala činnost základní školy při psychiatrické léčebně Havlíčkův Brod, při nemocnici Jihlava (do 30. června 2006), při nemocnici Pelhřimov (do 31. prosince 2005), při nemocnici Třebíč a při nemocnici Nové Město na Moravě (do 30. června 2006). Od 1. července 2006 vykonává organizace činnost základní školy jen v Třebíči v Demlově ulici a v Havlíčkově Brodě v Rozkošské ulici. Do 30. srpna 2007 sídlilo ředitelství školy v Havlíčkově Brodě.

### Mateřská škola a školní družina
Činnost mateřské školy a školní družiny organizace vykonává při všech zdravotnických zařízeních: v Havlíčkově Brodě (Husova ulice), v Novém Městě na Moravě (Žďárská ulice), v Třebíči (Purkyňovo náměstí), v Jihlavě (Vrchlického ulice), v Pelhřimově (Slovanského bratrství) a v Havlíčkově Brodě (Rozkošská ulice).
Činnost mateřské školy a školní družiny má za hlavní cíl maximálně usnadnit dětem pobyt v zdravotnickém zařízení, zažehnávat příznaky hospitalismu, odloučení od rodiny.